# Saluto militare (film)
Saluto militare (Salute) è un film del 1929 diretto da David Butler e da John Ford (non accreditati).
Interpretato da George O'Brien, Helen Chandler e Stepin Fetchit, il film racconta dell'Army-Navy Game, la sfida per il Commander in Chief's Trophy, un evento che vede scendere una volta l'anno sul campo le squadre di football americano di Esercito e Marina (al giorno d'oggi, vi partecipa anche l'Aeronautica). All'epoca, la squadra dei Navy Midshipmen era reduce dall'aver vinto, poco tempo prima, il campionato nazionale di football.
Tra gli interpreti, anche Ward Bond e - non accreditato - John Wayne che nei titoli compare anche come costumista per Stepin Fetchit, il primo attore nero che riuscì a diventare milionario

## Trama
La sfida per l'ambita coppa di football che viene messa in palio, annualmente, tra le squadre dell'Esercito e della Marina, fa da sfondo alla rivalità tra il cadetto John, nipote di un maggiore generale, e Paul, aspirante guardiamarina e nipote di un contrammiraglio. La rivalità e la sfida si tramandano di generazione in generazione, fino a risolversi (forse) attraverso una partita di football.

## Produzione
Girato in parte nel Maryland all'Accademia navale di Annapolis, il film fu prodotto dallo stesso John Ford per la Fox Film Corporation di William Fox. Le riprese durarono dal maggio al giugno 1929.

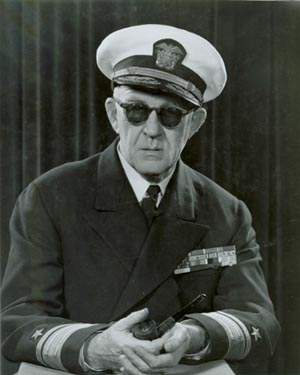
John Ford vero contrammiraglio della Riserva Navale, in uniforme (1952)

## Distribuzione
La Fox Film Corporation di William Fox lo distribuì nelle sale il 1º settembre dopo una prima tenuta a Los Angeles il 15 agosto 1929.

### Data di uscita
- USA	1º settembre 1929
- UK 	27 gennaio 1930

Alias
- Salute	USA (titolo originale)
- El triunfo de la audacia	Spagna
- Em Continência	Brasile
- La audacia triunfa	Argentina
- Saluto militare